# Dendropsophus brevifrons
Espèce
Synonymes
- Hyla brevifrons Duellman & Crump, 1974

Statut de conservation UICN

 LC  : Préoccupation mineure
Dendropsophus brevifrons est une espèce d'amphibiens de la famille des Hylidae.

## Répartition
Cette espèce se rencontre en Colombie, en Équateur, au Pérou, en Bolivie et au Brésil en Amazonas et au Rondônia du niveau de la mer jusqu'à 1 300 m d'altitude dans le haut bassin de l'Amazone.

## Description

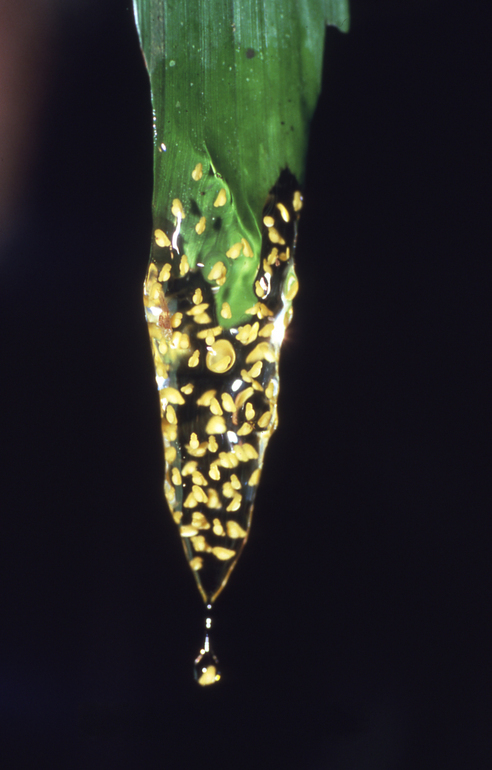
Ponte.

Le mâle holotype mesure 21,4 mm et la femelle paratype 23,2 mm.

## Publication originale
- Duellman & Crump, 1974 : Speciation in frogs of the Hyla parviceps group in the Upper Amazon Basin. Occasional Papers of the Museum of Natural History of the University of Kansas, no 23, p. 1-40 (texte intégral).